# Bema (architektura)

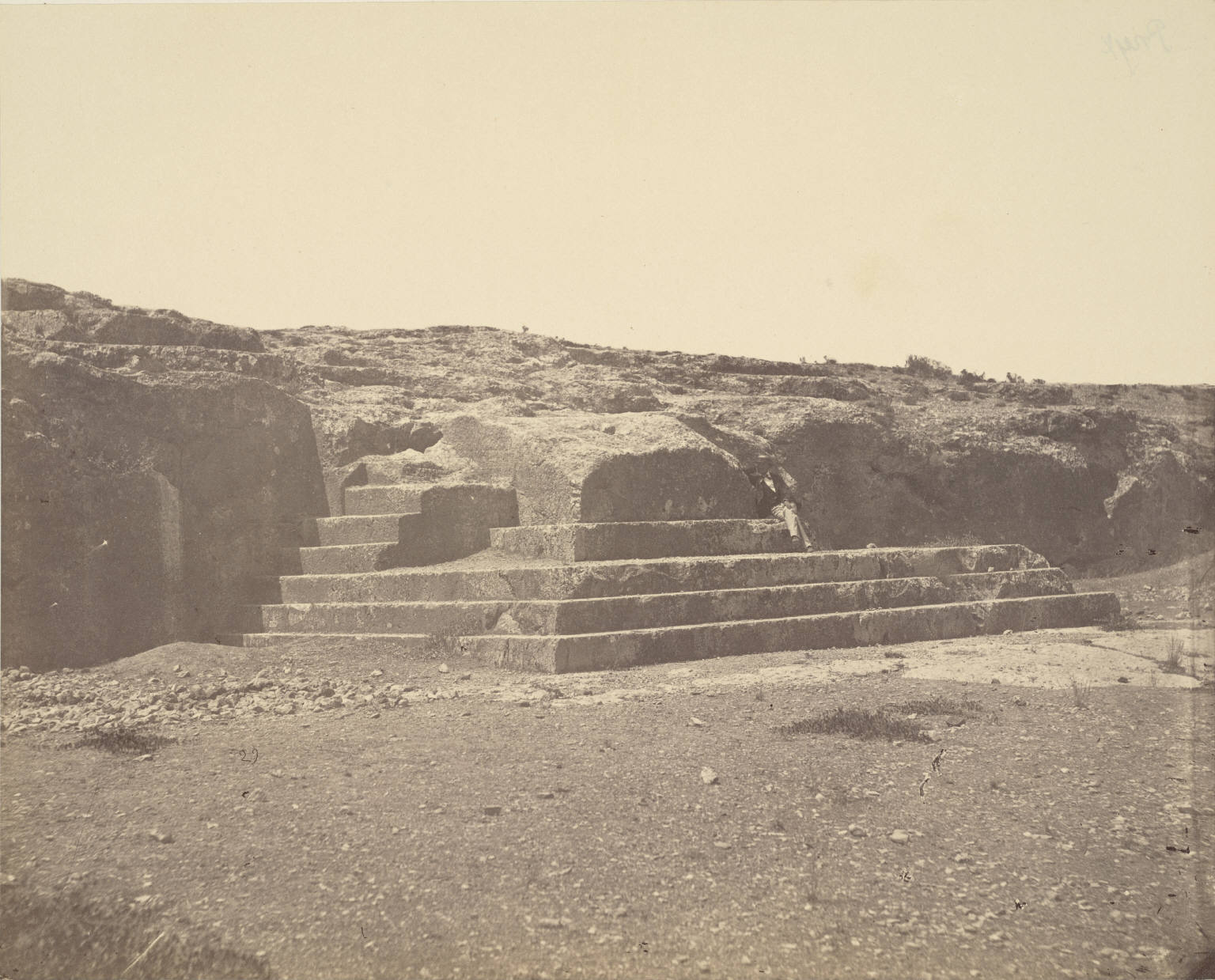
Bema – podwyższenie dla mówcy, Ateny

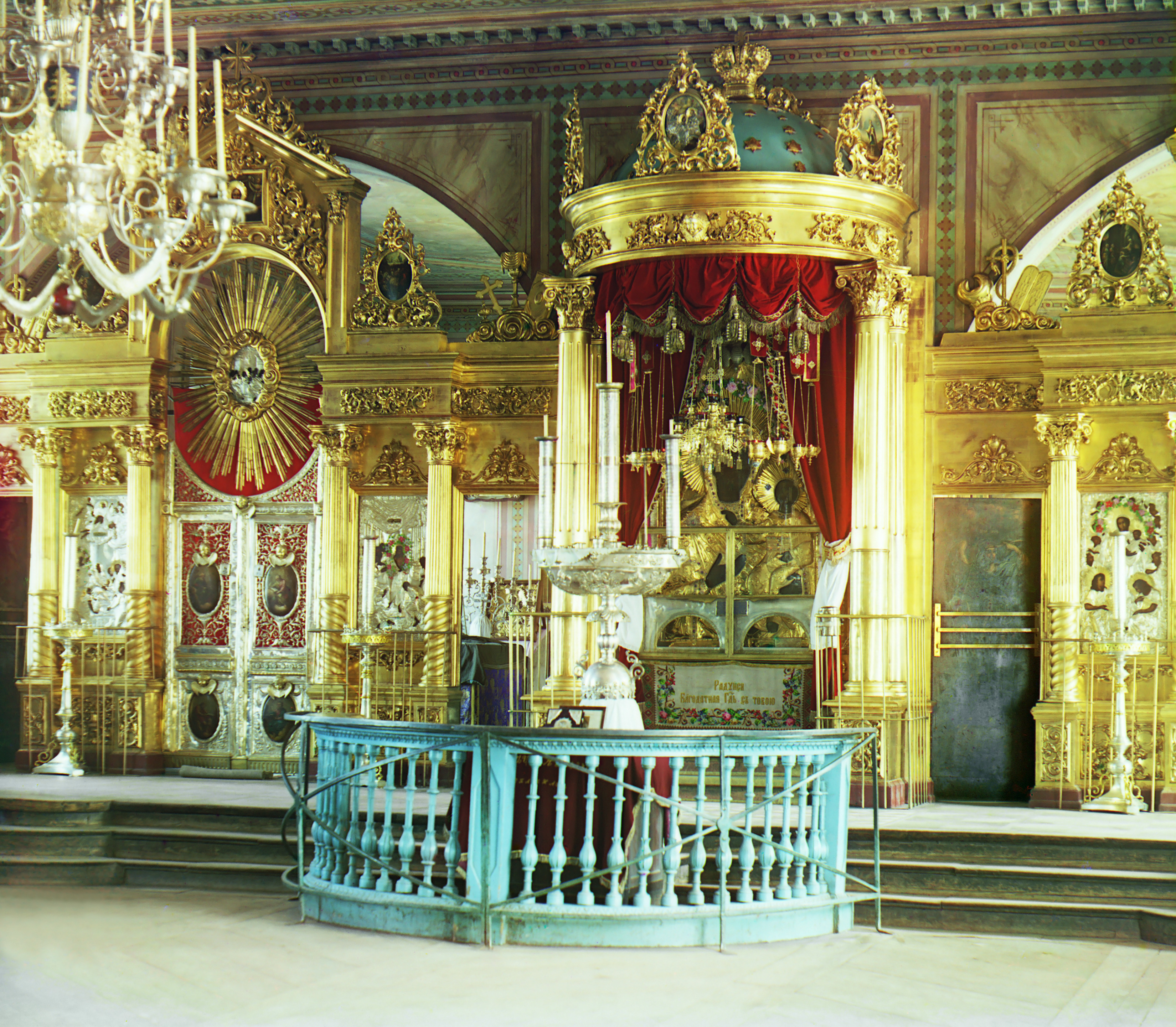
Bema w kościele prawosławnym, Smoleńsk

Bema (z greckiego "mównica") – podwyższenie, podium, trybuna.
W starożytnej Grecji oznaczała podwyższenie postawione na agorze, przeznaczone dla mówców. W starożytnym Rzymie była to trybuna lub podwyższenie dla sędziego, umieszczane w bazylikach zwykle naprzeciw wejścia.
We wczesnochrześcijańskich kościołach bema to przestrzeń ołtarzowa odseparowana kamienną balustradą od przestrzeni przeznaczonej dla wiernych. Bema obejmowała absydę, a w niektórych przypadkach również część nawy środkowej i naw bocznych. Była ona przeznaczona dla duchownych. W bazylikach chrześcijańskich na terenie Syrii przyjmowała ona kształt podkowy zwróconej wypukłą częścią do wnętrza nawy.
W kościele prawosławnym bema oznacza podwyższoną przestrzeń ołtarzową wydzieloną ikonostasem.